# Sonnet 81

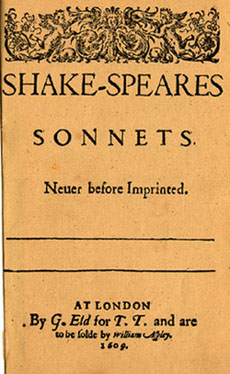
Sonnetten van Shakespeare, 1609

Sonnet 81 is een van de 154 sonnetten van de Engelse toneelschrijver en dichter William Shakespeare. Het maakt deel uit van de zogenaamde Fair Youth-sonnetten, een reeks sonnetten waarin de dichter zijn liefde verklaart aan een jongeman. 
In dit sonnet mijmert de dichter over de vergankelijkheid. Hij neemt een thema op dat in veel andere sonnetten aan bod komt, namelijk de eeuwigheid van poëzie tegenover de tijdelijkheid  van het aardse bestaan. Dit sonnet behoort samen met 49, 63 en 77 tot de zogenaamde 'climacterische sonnetten'. De dichter bevindt zich in een levensperiode waarin hij vooruit kijkt naar een tijd dat hij en zijn geliefde er niet meer zullen zijn.

## Shakespeares tekst
| Sonnet 81 Or I shall live your epitaph to make, Or you survive when I in earth am rotten. From hence your memory death cannot take, Although in me each part will be forgotten. Your name from hence immortal life shall have, Though I, once gone, to all the world must die. The earth can yield me but a common grave When you entombèd in men's eyes shall lie. Your monument shall be my gentle verse, Which eyes not yet created shall o'er-read, And tongues to be your being shall rehearse When all the breathers of this world are dead. You still shall live -such virtue hath my pen- Where breath most breathes, even in the mouths of men. |

## Vertaling
Ofwel overleef ik jou en maak je grafschrift,

Of ik lig al verrot ter aarde als jij leeft,

De dood kan hier d' herinnering aan jou niet wegnemen,

Al ben ik zelf dan al lang vergeten,

Hier zal jouw naam voor eeuwig verder leven,

Ook al moet ik eens verdwenen ook vergeten zijn,

Zal de aarde me slechts een simpel graf verlenen,

Terwijl jij in de ogen van anderen een monument zal blijven,

Dat monument dat zullen mijn lieftallige verzen zijn,

Die nu nog ongeboren ogen zullen lezen,

En stemmen in de toekomst zullen spreken,

Als al wat ademt dood zal zijn,

Zelfs dan leef jij, door wat mijn pen vermag

Zij geeft jou adem  die in ieders mond zal leven.

## Analyse
Shakespeares sonnetten zijn voornamelijk geschreven in een metrum genaamd jambische pentameter, een rijmschema waarin elke sonnetregel bestaat uit tien lettergrepen. De lettergrepen zijn verdeeld in vijf paren, jamben genoemd, waarbij elk paar begint met een onbeklemtoonde lettergreep.
In het sonnet zit weinig ontwikkeling, eigenlijk herhaalt de dichter steeds dezelfde gedachte. Hij begint met zichzelf heel bescheiden op te stellen tegenover de persoon die hij wil vereeuwigen. Ten slotte blijkt toch dat hij niet zo bescheiden over zichzelf denkt, vermits het zijn verzen zijn die de mooie jongeman zullen vereeuwigen.
Versregels 11 en 12 hebben voor ons, als lezer, een wat griezelig effect. De dichter heeft het namelijk over ons, de 'ongeboren ogen' die zijn gedicht zullen lezen, en de 'tongen' die zijn woorden in de toekomst zullen spreken...